# Arthur Pilbrow
Arthur Gordon Pilbrow (18 maggio 1902 – Beckenham, 16 luglio 1987) è stato uno schermidore britannico, vincitore di una medaglia di bronzo ai campionati internazionali di scherma.